# آسیاب روچی
آسیاب روچی مربوط به دوره قاجار است و در شهرستان گناباد، روستای روچی واقع شده و این اثر در تاریخ ۱۳ بهمن ۱۳۸۸ با شمارهٔ ثبت ۲۹۲۸۷ به‌عنوان یکی از آثار ملی ایران به ثبت رسیده است.